# Reinhard Voßbein

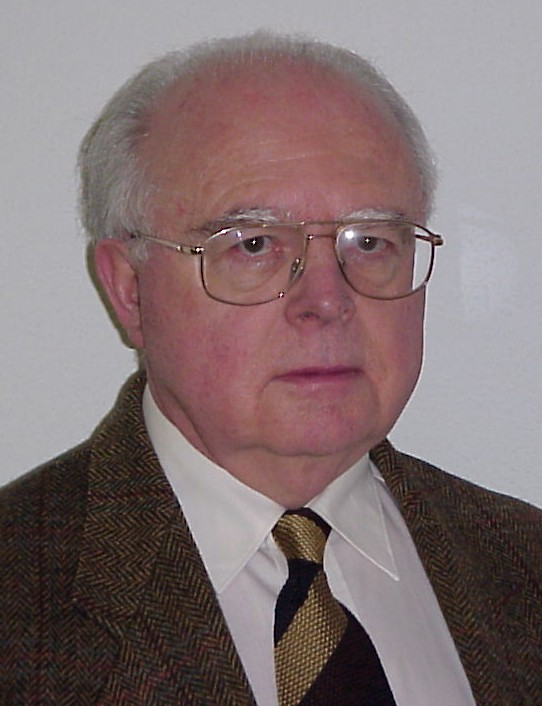
Reinhard Voßbein, vor 2007

Reinhard Voßbein (* 1. Oktober 1934 in Wuppertal; † 22. Dezember 2011 ebenda) war ein deutscher Wirtschaftswissenschaftler und Unternehmer.

## Leben und Wirken
Voßbein absolvierte das 1953 das Abitur und studierte von 1953 bis 1957 Wirtschaftswissenschaften an der Universität Köln und schloss das Studium als Diplom-Kaufmann ab. In Kiel wurde er zum Dr. sc. pol. promoviert. Bis 1972 war er Marketing-Direktor von Rank Xerox Deutschland. 1972 wurde er zum Professor ernannt.
Von 1972 bis 1998 war er Professor für Betriebswirtschaftslehre mit dem Fachgebiet Organisation / Planung / Wirtschaftsinformatik an der Universität-Gesamthochschule Essen.
Er wirkte zudem als langjähriges Mitglied des Vorstandes der Gesellschaft für Datenschutz und Datensicherung (GDD), Beirat der International Security Academy (ISA) und  der Zeitschriften KES und IT-Sicherheit. Des Weiteren war er Vorstand des Marketing-Clubs Essen, Beirat der Europäischen Akademie, Bad Neuenahr, und ist Mitglied im Sektorkomitee Security des Deutschen Akkreditierungsrates.
Voßbein war Seniorpartner und Teilhaber der UIMC Dr. Vossbein GmbH & Co. KG und Geschäftsführer der UIMCert GmbH.

## Familie
Als Sohn von Else Voßbein, geborene Brinken, und Carl Voßbein wurde Reinhard Voßbein 1934 geboren. Er lebte in Wuppertal, war evangelisch, verheiratet ab 1958 mit Ehrentraut Voßbein, geborene Klaucke, und hatte zwei Söhne (Marc Arne und Jörn Carsten).

## Veröffentlichungen
Reinhard Voßbein veröffentlichte mehrere Bücher und Beiträge in Zeitschriften, unter anderem zum Thema Unternehmensführung, Controlling, IV-Management und IT-Sicherheit. Auswahl:
- Die Organisation der Arbeit des betrieblichen Datenschutzbeauftragten. Datakontext, Frechen 2006.
- Datenschutz-Controlling. Ingelheim 2003.
- Organisation sicherer Informationsverarbeitungssysteme. Oldenbourg, München 1995.
- Bürokommunikation im Unternehmen. Datakontext-Verl., Köln 1993.
- Management der Bürokommunikation: strategische und konzeptionelle Gestaltung von Bürokommunikationssystemen. Vieweg, Braunschweig 1990.
- Organisation. Oldenbourg, München 1984; weitere Auflage 1989.
- Führungssystem und Unternehmensorganisation. Girardet, Essen 1979.
- Unternehmensplanung. 1974.